# Encender una hoguera
Encender una hoguera es un cuento del escritor estadounidense Jack London. Existen dos versiones de la historia, una publicada en 1902 y otra en 1908. A esta última se le considera un clásico y a menudo se le incluye en antologías.
La versión de 1902 tiene una estructura similar a la de 1908, pero la trama es distinta: las condiciones no son tan adversas, no hay ningún perro acompañando al protagonista, el fuego no se apaga y el hombre (cuyo nombre es Tom Vincent en esta versión) sufre de congelamiento, pero sobrevive. La experiencia lo convierte en una persona melancólica, pero sabia.
La versión de 1908 de "Encender una hoguera" es un ejemplo recurrente del naturalismo en la literatura, corriente en la cual se inserta la obra de London, pues retrata el conflicto entre el hombre y la naturaleza. También se aprecia que la experiencia del propio London en el Yukón tuvo influencia en la historia.

## Argumento
La historia trata de un protagonista sin nombre que se atreve a viajar en la taiga del Yukón durante el invierno, acompañado por su perro, para visitar a sus amigos. El hombre ignoró las advertencias de un anciano, quien le advirtió de los peligros de viajar solo durante las heladas, y muere de frío por subestimar las inclemencias del tiempo. Trata de encender una hoguera, pero sus intentos fracasan y finalmente fallece de hipotermia.

## La relación entre los personajes
La relación entre el hombre y el perro es un elemento central de la historia. El autor deja claro que el perro está bajo el control del hombre, casi como si fuera su esclavo. El perro siempre obedece al hombre de forma sumisa y no hay muestras de afecto entre los dos personajes: el hombre nunca acaricia al perro ni lo trata con cariño, sino que lo pone en riesgo al obligarlo a encabezar la marcha cuando caminan sobre hielo delgado. Esto da a entender que el hombre cree que la naturaleza está ahí para servirle. A través de las acciones del hombre, el lector va descubriendo este rasgo implícito de su personalidad, y al incluir al perro como personaje, el autor encamina al lector a sentir desagrado por el hombre. London incluso describe al perro como un "esclavo"

## Temas
La lucha entre el hombre y la naturaleza es uno de los temas de la historia. El hombre decide enfrentarse a las bajas temperaturas del Yukón, pese a las advertencias del anciano. Posteriormente, la historia se centra en la lucha del hombre por sobrevivir, en la cual destaca la importancia del fuego.
Otro de los temas de la historia es el contraste entre la capacidad de raciocinio del hombre frente a los instintos animales del perro. A lo largo de la historia, London da a entender que el perro tiene más probabilidades de sobrevivir que el hombre. Esto se vuelve evidente cuando el hombre enciende su primera hoguera: mientras que el perro quiere quedarse junto al fuego para preservar calor, el hombre insiste en continuar la marcha. De igual manera, cuando ambos personajes caminan sobre un río congelado, el perro es más cuidadoso que el hombre.
El personaje es presa de la desesperación durante la mayor parte de la historia, lo cual se puede ver tan pronto el hombre cae en las aguas del río congelado. En sus prisas, no se da cuenta de que trató de encender la hoguera debajo de un árbol en cuyas ramas se había acumulado una gran cantidad de nieve. Cuando la nieve cae y el fuego se apaga, el hombre entra en tal pánico que se siente dispuesto a hacer cualquier cosa para sobrevivir, incluso matar a su perro para aprovechar el calor del animal. Al final, el hombre muere de hipotermia por culpa de esta desesperación.
Otro tema es la perseverancia. A pesar de que el hombre comete muchos errores y sufre de congelación, no desiste en su lucha por sobrevivir.
El protagonista en una personificación de la arrogancia y la estupidez: decide viajar solo durante la helada y se burla cuando le aconsejan que es mejor viajar acompañado, pues está convencido de que está preparado para sobrevivir. Su arrogancia lo lleva a una situación peligrosa que pudo haberse evitado, y hacia el final de la historia, el hombre muere por culpa de dicha arrogancia.Otro ejemplo de la arrogancia del personaje ocurre cuando él asume que no hay situaciones que no pueda superar. El anciano , quien parece saber más sobre el mundo natural, le advierte de los peligros de viajar solo y que hay situaciones que un hombre no puede superar por su cuenta. El anciano se percata de la estupidez del hombre, así como el perro, quien se da cuenta de que el hombre no sabe sortear los obstáculos del terreno ni es capaz de encender un fuego.
La paz que viene con la muerte es otro de los temas de la historia. Desde el inicio de la historia, el lector puede predecir la muerte del hombre; sin embargo, la forma en que London describe la muerte es diferente a la de otros autores. El hombre se sume en un sueño tranquilo y muere sin sentir dolor ni sufrimiento. London utiliza palabras suaves en la descripción de la escena para disuadir al lector de sentir empatía por el hombre, pues es una muerte piadosa y anticipada. Para el autor, la muerte es una salida pacífica del caos y el dolor.
El individualismo es otro de los temas. El hombre depende de sí mismo para atravesar el Yukón y considera que no necesita ayuda de nadie. Esto se relaciona con dos temas antes mencionados: el contraste del juicio del hombre con el instinto animal y su arrogancia.
La crítica ha señalado estos temas en repetidas estas ocasiones, y, con base en estos, insertan la historia dentro de la corriente naturalista.

## Versión de 1902
La primera versión de esta historia fue publicada en The Youth's Companion el 29 de mayo de 1902. A pesar de que la estructura del cuento es similar, hay algunos detalles que son diferentes: En esta versión las condiciones no son tan inclementes, no está presente el personaje del perro, la fogata no se apaga y el hombre (de nombre Tom Vincent) sobrevive. Al final de la historia, Tom Vincent logra llegar al campamento de sus compañeros, y logra recuperarse de los daños que la congelación causó en sus manos y pies.

## Películas
- Construire un feu (1927-1928), cortometraje de Claude Autant-Lara.[12][13]
- To Build a Fire (1969), dirigida por David Cobham. Ian Hogg interpreta el papel del hombre y Orson Welles da voz a la narración.[14]
- To Build a Fire (2003), versión francesa protagonizada por Olivier Pagès.[15]
- To Build a Fire (2008), versión americana con una historia modificada.[16]
- COLD (2015), version española adaptada de esta historia. https://vimeo.com/123391814
- To Build a Fire (2016), cortometraje animado dirigido por Fx Goby.[17]

## El presagio en la historia
El naturalismo en la ficción breve tiene una característica particular: incorpora el presagio al poner a sus personajes en situaciones de vida o muerte. En este caso, cuando el hombre se encuentra en condiciones inclementes, el lector puede deducir que el protagonista morirá al final de la historia.
Desde que el hombre desoye los consejos del anciano, le empiezan a ocurrir cosas malas. La saliva se le congela en la boca a causa de las bajas temperaturas, el hielo se rompe bajo su peso, el fuego que logra encender se extingue cuando la nieve de un árbol le cae encima y, al final, es incapaz de sujetar al perro para matarlo.
Todos estos sucesos le indican al lector que el hombre morirá al final de la historia.